# Camera di giustizia
La Camera di giustizia è stato un tribunale straordinario istituito nel Medioevo in Francia, ma impiegato soltanto dopo la morte di Luigi XIV, dal 1716 al 1717, per perseguire i sospettati di arricchimento finanziario. La Camera di giustizia era composta da giudici della Corte.

## Storia
Alla morte di Luigi XIV, il duca Filippo d'Orléans (1674-1723), reggente per conto del giovanissimo Luigi XV, trovò le casse dello stato vuote e decise di istituire una commissione che funzionasse da tribunale; la commissione si riuniva in una stanza del convento agostiniano, al fine di recuperare gli importi di cui avrebbero indebitamente beneficiato i favoriti di Luigi XIV.
L'editto di marzo 1716 istituì ufficialmente la Camera di giustizia con il preciso compito di punire gli abusi di "imprenditori e uomini d'affari", nonché l'appropriazione indebita di "contabili fornitori", ma i banchieri erano l'obiettivo principale. Filippo d'Orléans fece così trasferire strumenti di tortura nel convento agostiniano.
La camera di giustizia torturò 6000 persone per recuperarne le fortune, grandi o piccole. I delatori ottenevano come ricompensa un quinto delle multe e dei beni confiscati.
Tra quelli perseguiti, ci fu Claude François Paparel, consigliere del re e tesoriere di guerra. La Camera di giustizia lo accusò di aver prestato 1.600.000 sterline ai nemici della Francia durante la guerra di successione spagnola. Le sue proprietà furono sequestrate nel 1716 su richiesta del Consiglio generale della Chambre des comptes, e messe all'asta.
La Camera di giustizia avviò diversi processi penali e pronunciò alcune condanne al carcere e persino alla pena di morte. Nei primi mesi del 1717, il reggente Filippo d'Orléans poté concludere che la Camera di giustizia aveva compiuto la sua missione. Venne sciolta il 22 marzo 1717.
Quattro anni dopo, nel 1721, fu avviata l'Opération du visa sotto la direzione dei fratelli Pâris e Felix Le Peletier de La Houssaye, per risanare le finanze della Francia dopo il crollo finanziario del 1720, dovuto all'applicazione del sistema di Law.